# توسنچه
توسنچه (نام علمی: Hipparion) نام یک سرده از تیره اسبیان است.